# Akagi (repülőgép-hordozó)
Az Akagi (Vörös vár) a Japán Császári Haditengerészet hadihajója volt, melyet eredetileg egy Amagi-osztályú csatacirkálóként kezdtek építeni, de később repülőgép-hordozóként fejeztek be. A harmincas években mondernizáláson esett át. A japán flotta fontos egysége volt, különösen a második világháború idején: mind 1941-ben Pearl Harbor megtámadásakor, mind pedig 1942-ben a midwayi csatában Nagumo Csúicsi zászlóshajója volt. Az utóbbi csatában érte utol végzete: különféle amerikai egységek több hullámban sikertelenül támadták, míg végül az Enterprise zuhanóbombázói több találattal súlyosan megrongálták, egyre tovaterjedő tűz ütött ki, végül az égő hajótest menthetetlenné vált, és négy japán romboló parancsra torpedókkal elsüllyesztette.

## Építése
Az Akagit egy 4 hajóból álló csatacirkáló osztály tagjaként kezdték el építeni 1920. december 7-én. A washingtoni flottaegyezmény miatt az építését félbehagyták. 1923-ban repülőgép-hordozóként rendelték meg újra a hajót. 1925. április 22-én bocsátották vízre, és 1927. március 27-re készült el teljesen.
Eredetileg 3 repülőfedélzete volt, és a felső szinten nem volt felépítmény. 1935 és 1938 között átalakították: az alsó kettő repülőfedélzetet eltávolították, a felsőt pedig meghosszabbították. A hajó közepére egy harmadik liftet építettek, bal oldalra pedig kapott egy kis méretű parancsnoki tornyot: ez szokatlan elrendezés volt, a kortárs hordozók közül csak a Hirjúnál alkalmaztak bal oldali tornyot.
A hatalmas Akagi könnyűszerkezetes építése, teljesen páncélozatlan, teakfa repülőfedélzete és a kárelhárítás (havária) alacsony színvonala a miatt extrém sérülékenynek bizonyult, további súlyos problémát jelentett elavult típusú, 120 mm-es nehéz légvédelmi fegyverzete.

Az Akagi-t eredeti tervei szerint, csatacirkálóként ábrázoló jellegrajz.

## Korai évek

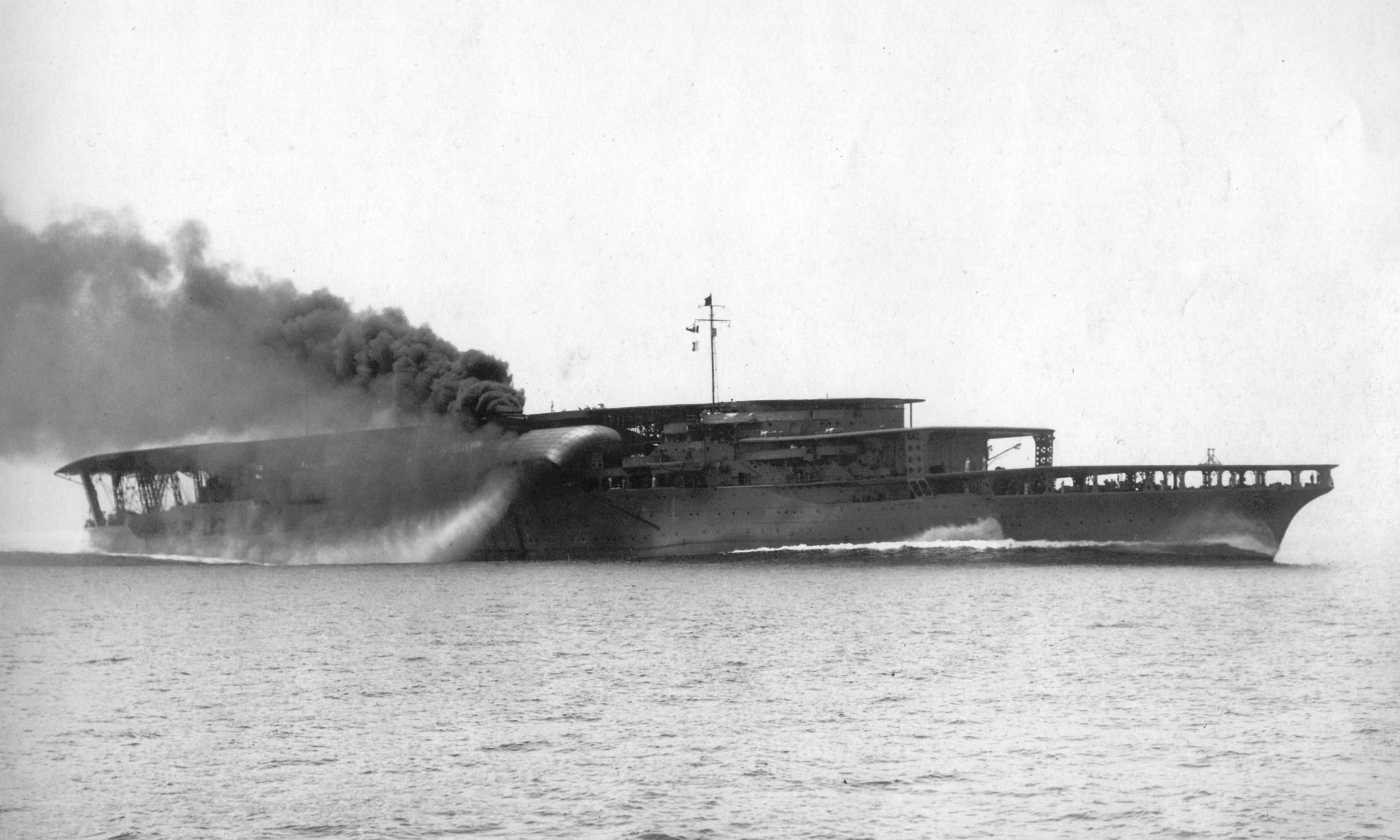
Az Akagi eredeti állapotában, még három repülő fedélzettel, parancsnoki torony nélkül.

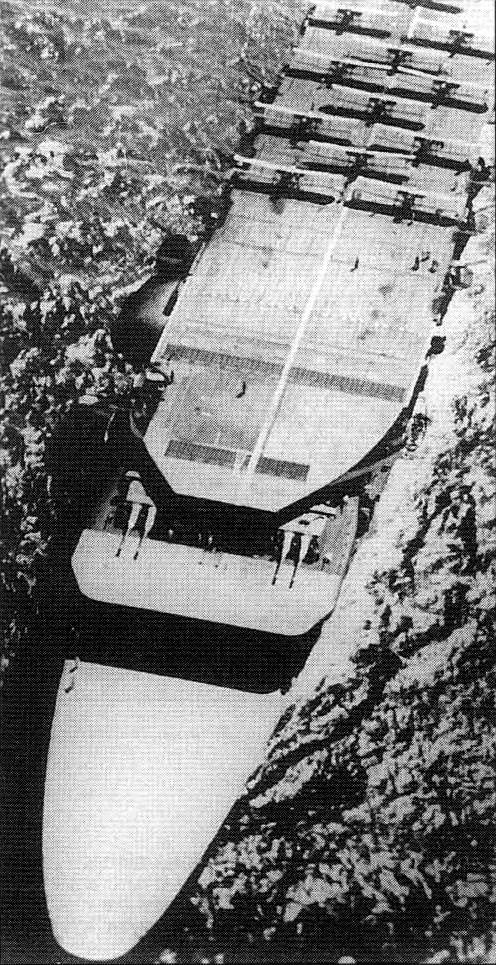
Az Akagi eredeti állapotában, jól látható a három repülő fedélzet, és két 203 mm-es ikerágyús lövegtorony.

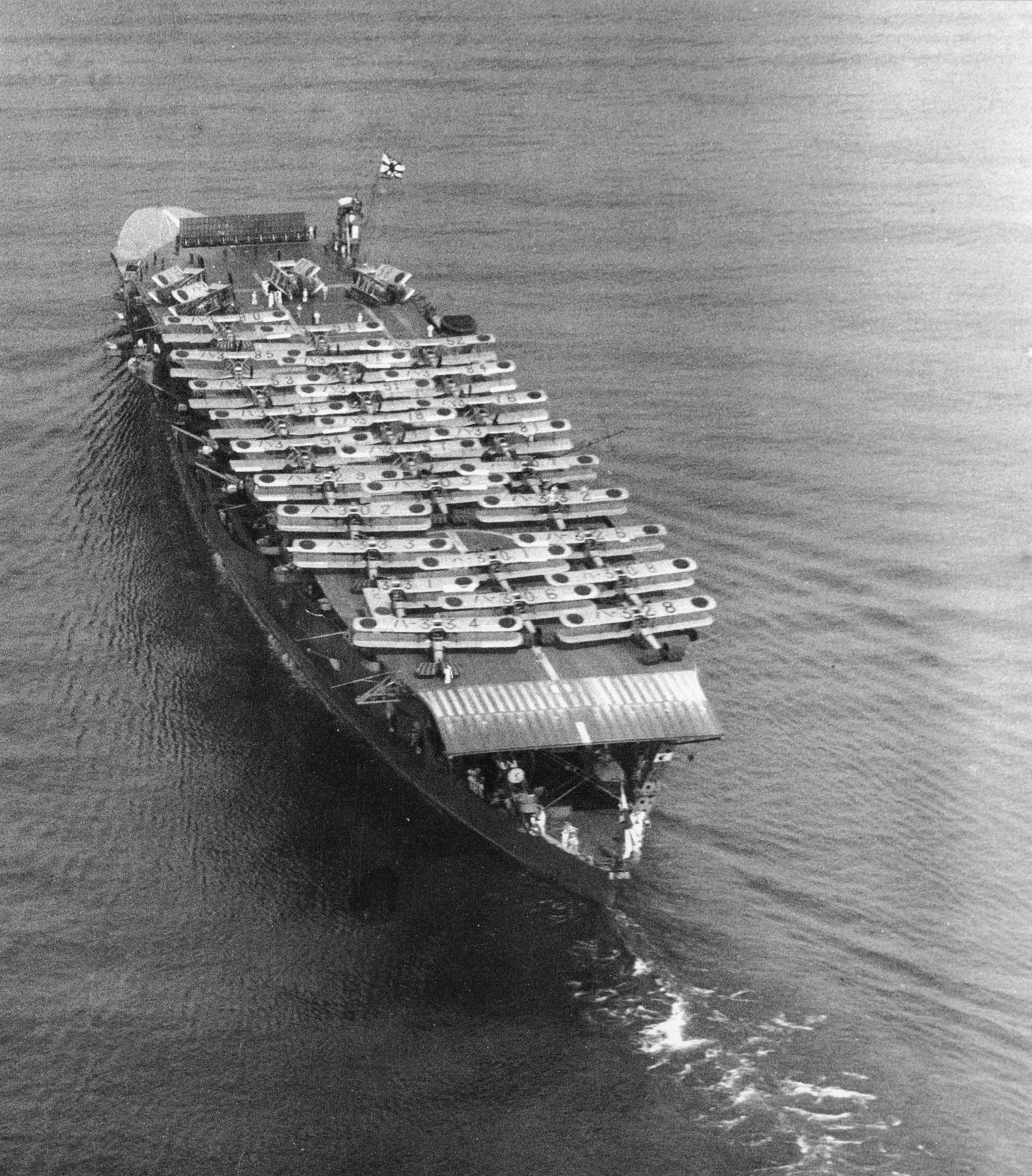
Az Akagi tatfelől látható képe Oszaka közelében 1934 október 15. A fedélzeten Mitsubishi B1M és B2M bombázók.

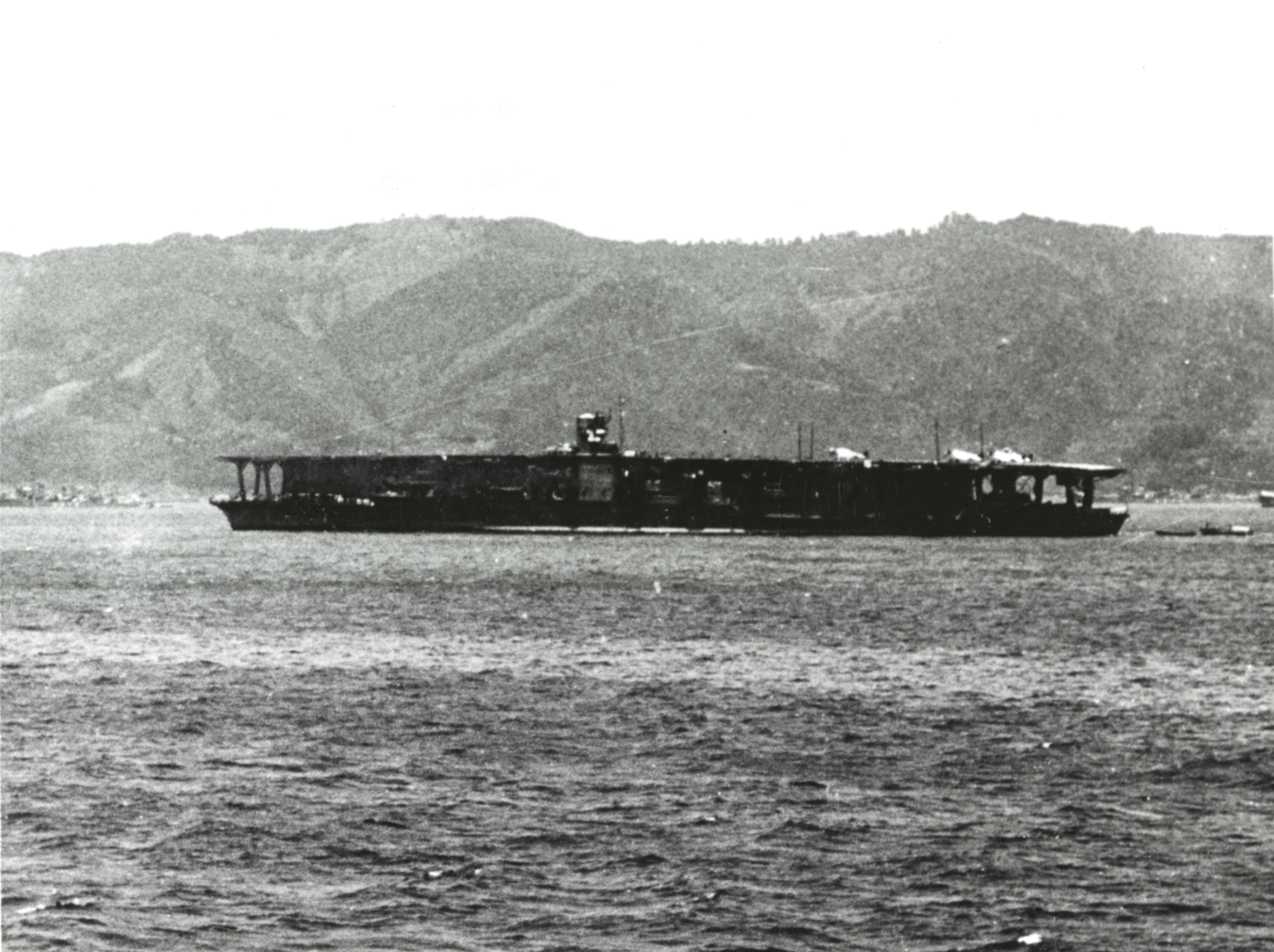
Az Akagi átépítése után, már egyetlen repülő fedélzettel és kis méretű parancsnoki toronnyal.

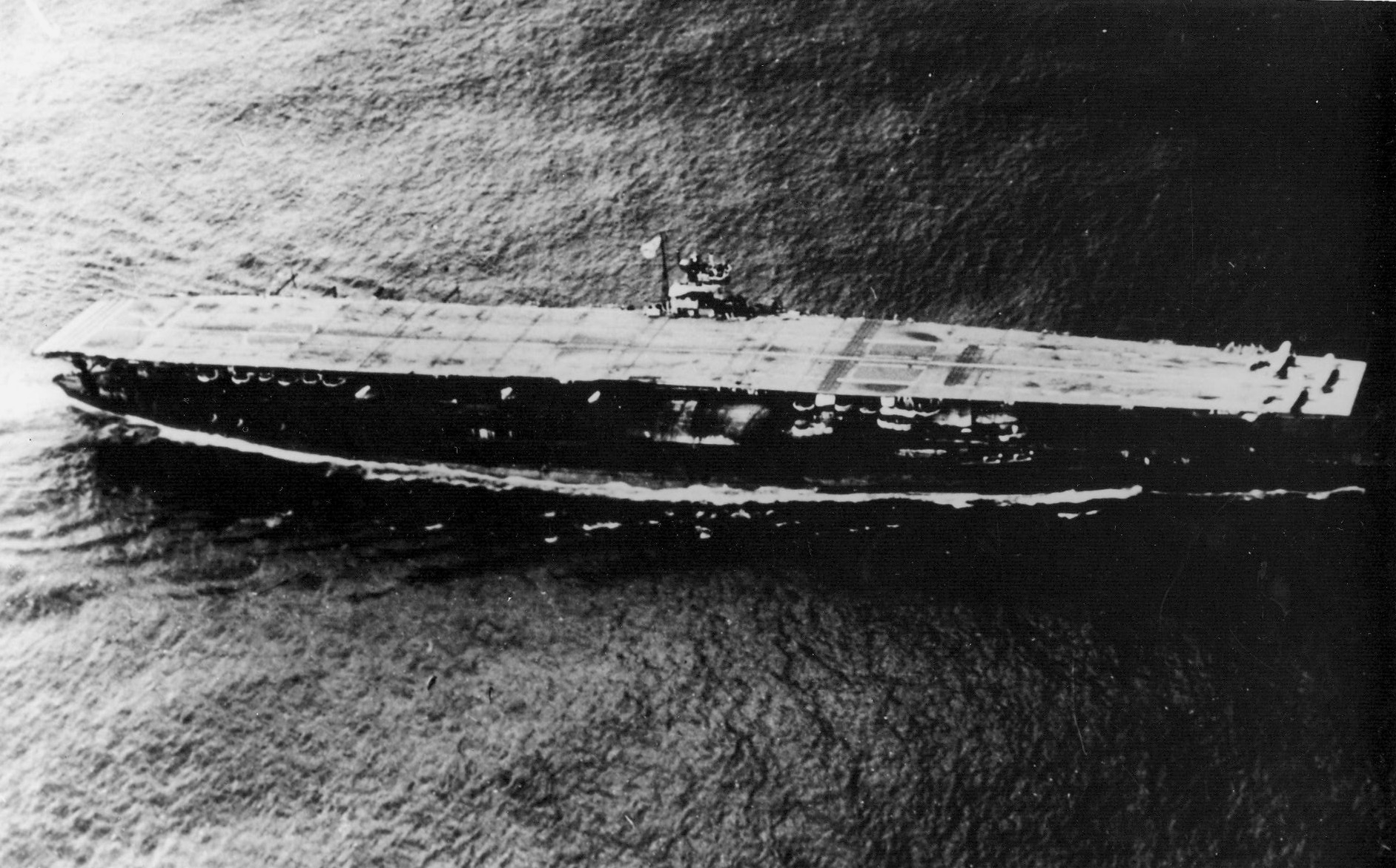
Az Akagi 1941 nyarán.

Az Akagi 1927 augusztusában csatlakozott az egyesült flottához és az első hordozócsoporthoz osztották be annak 1928. április 1-jei megalakításakor. Ettől fogva az Akagi a csoport zászlóshajója Takahasi Szenkicsi ellentengernagy parancsnoksága alatt. A hordozó korai története eseménytelen volt, csak különböző gyakorlatokat hajtott végre. 1928. december 1-jétől 1929. november 1-jéig Jamamoto Iszoroku, az Egyesített Flotta későbbi parancsnoka volt a hajó kapitánya.
A hajó 1931. december 1-jén másodosztályú tartalékba került, mielőtt felkészítették a fékezőberendezések felújítására és kicserélték a rádió- és szellőztetőrendszerét.  A felújítás után 1932 decemberétől az Akagi első osztályú tartalékbesorolást kapott. 1933. április 25-én visszakerült a második hordozócsoport kötelékébe aktív szolgálatra és részt vett az az évi flottagyakorlaton.
Ekkoriban a japán császári haditengerészet hordozódoktrínája még kidolgozás alatt állt. Az Akagi és a flotta többi hordozója eredetileg a döntő tengeri csatákra koncentráló doktrína alapján csatahajókat támogató és taktikai hatásukat megtöbbszöröző feladatkört láttak el. A hordozók repülőgépeinek eszerint először az ellenséges csatahajókat kellett bombákkal és torpedókkal támadniuk. 1932-1933 körül kezdődően a hordozókat már ugyanolyan fontos célpontnak tartották, a légifölény az ütközet kezdetétől való megteremtése érdekében. E stratégia megvalósításához szükséges volt, hogy a japán hordozók repülőgépeinek képesnek kellett lenni az ellenséget megelőzve tömeges légitámadást végrehajtani. A flotta hadgyakorlatain a hordozók az első csatasorba tagolódva, vagy az előtt felfejlődve kezdtek harcba. Az új stratégia a hordozóktól és a repülőgépektől maximális sebességgel való műveleteket követelt, valamint a repülőgépek hatókörének növelését, melyet a gépek méretnövelésével lehetett elérni. Az újonnan szolgálatba álló nehezebb repülőgépek indításához a felszállófedélzetet meg kellett hosszabbítani, ezért 1935. november 15-én az Akagi-t harmadosztályú tartalékba került és nagyfokú felújító munkálatokba vették a Szaszebo Haditengerészeti Bázison.

## Tevékenysége a második világháborúban

### Pearl Harbor és az azt követő hadműveletek
Nagumo Csúicsi zászlóshajója volt Pearl Harbor megtámadásakor.
1941 decemberében részt vett Pearl Harbor elleni támadásban. Ezután Rabault, Jávát, Colombo (Ceylon) támadta. 1942 elején Darwint támadta. Április 5-én repülőgépei elsüllyesztették az angol Cornwall és Dorsetshire cirkálókat, majd április 9-én az angol Hermes repülőgép-hordozót.

### Midway
Az Akagi a midwayi csatában japán részről kulcsszerepet játszott: Nagumo ismét zászlóshajójául választotta az akcióban, és innen irányította a hordozóflottát. A haditerv fontos része volt a meglepetésfaktor, ezért szigorú rádiócsendet rendeltek el, és ezt végzetesen sokáig be is tartották. (A meglepetés valójában egyáltalán nem játszott szerepet, mert az amerikaiak megfejtették a japán titkosítást, ezért a japán flotta terveiről a legapróbb részletekig tudtak.)

#### Tevékenysége a csata korai szakaszában
Az Akagi helyi idő szerint 1942. május 25-én futott ki három másik repülőgép-hordozó, a Kaga, a Hirjú és a Szórjú társaságában Kuréból, hogy a haditerv szerint a csendes-óceáni hadszíntéren állomásozó amerikai hordozókat kicsalogassák és megsemmisítsék. Eredetileg a Zuikaku és a Sókaku hordozóknak is velük kellett volna tartani, de a Korall-tengeri csatában szerzett sérüléseik miatt Kurén maradtak javításon.
Az Akagi légierejéhez 24 db A6M Zero vadászgép, 18 db Aicsi D3A zuhanóbombázó és 18 db Nakajima B5N torpedóvető repülőgép tartozott.
A haditerv szerinti ütemezésben, helyi idő szerint 1942. június 4-én indították a Midway elleni bombatámadást, melyben az Akagiról 18 zuhanóbombázó és 9 Zero vett részt. A torpedóvető gépeket egy gyors támadás esetére tartották  készenlétben, amint sikerül az amerikai hordozókat megtalálni. A négy repülőgéphordozó 11 Zeroból álló légi fedezetéhez az Akagi három vadászgéppel járult hozzá. A Midway elleni bombázásnál az Akagi gépeiből csak egy Zerot lőtt le a légvédelem, három további megsérült, a zuhanóbombázók közül pedig négy szenvedett sérüléseket, és ebből csak sérült meg javíthatatlanul, a többi gép sértetlenül tért vissza.
A nap folyamán az amerikai erők több hullámban próbálták támadni a japán hordozóköteléket. Ezek között volt az a négy B–26 Marauder bombázó is, melyek ugyan találatot nem értek el, sőt kettőt közülük lelőtt a japán légvédelem, azonban az egyik súlyosan sérült gép zuhanásban az Akagi parancsnoki hídját alig elkerülve csapódott be, ahol Nagumo és törzse tartózkodott.

#### Elsüllyesztése
1942. június 4-én az amerikai USS Enterprise repülőgép-hordozóról indított, C. Wade McCluskey által vezetett, 28 SBD Dauntless-ből álló VB–6 zuhanóbombázó század 10:20 körül éppen a Kagát támadta. A számos találatot látva 10:26 körül a három utolsó gép célt váltott: Richard Best, Edwin J. Kroeger és Frederick T. Weber az 1000 fontos (450 kg) bombáikkal inkább az Akagira csaptak le és súlyosan megrongálták.
Az Akagi rádióantennáját az első bomba eltörte, majd a hajó orrának bal szélétől kb. öt méterre robbant föl, akkora vízoszlopot lövellve, hogy az kétszer olyan magasra szállt, mint a híd. Egy másik bomba a repülőfedélzetet a híddal szemben átütve szétrombolta az elülső liftet és a hangárfedélzeten robbant. Itt is másodlagos robbanások mentek végbe a felhalmozott bombák, torpedók, lőszer és az üzemanyag kigyulladása miatt. A harmadik bomba a tatot alig elkerülve a vízben robbant, lenyeste a hajó farát és tönkretette a hajógépeket, valamint kiakasztotta a kormánylapátot. Fucsida Micuo az égő roncs láttán zokogni kezdett. Aoki Taidzsiró sorhajókapitány 10:29-kor elrendelte a lőszerkamrák elárasztását. Az elülső raktárakat elárasztották, de a hátsóknál a szelepek meghibásodása miatt ez nem volt lehetséges. A hajó fő vízpumpái sem működtek, ami nagyban gátolta a tűzoltást. 10:32-kor megpróbálták a szén-dioxidos oltórendszert üzembe helyezni, de az vagy nem működött, vagy nem bizonyult elégnek a tűzvész megfékezéséhez. 10:40-kor észlelték, hogy a kormánylapát 30°-os szögben balra beragadt és csökkenő sebességgel körben haladnak. Miura fregattkapitány, a navigátor utasította a gépházat, hogy álljon le, de a gépészek fele elmenekült a szellőztetőn át beömlő füst elől, a jobb oldali gépteremben pedig mindenki megfulladt. Miura 10:42-kor kieresztette a gőzt és megállította a hajót.
Nem sokkal később a tűz áttört fedélzeten, átterjedt egy a híd alatt álló Zéróra, attól pedig a híd is kigyulladt. A sűrű füsttől a hídon nem lehetett látni. 10:46-kor az iránytű mellett kővé dermedten álló, sokkot kapott Nagumó tengernagy Aoki és Kuszaka Rjúnoszuke hosszas könyörgésére végre hajlandónak mutatkozott áthelyezni a flotta vezetésére teljesen alkalmatlanná váló Akagiról a Nagara könnyűcirkálóra a zászlaját. Ezt addig azzal utasította el, hogy "Még nem érkezett el az ideje", holott csak szemaforokkal és jelzőzászlókkal tudott utasításokat küldeni, minden más kommunikációs lehetőség megszűnt. Az ablakon keresztül kötélen lemászva távoztak az égő hídról. A már forrósodó horgonyfedélzeten átvágva érték el a Novaki romboló motorcsónakját, mellyel a Nagarához indultak, melyet 11:30-kor értek el.
11:20-ra a hídon a forróság elviselhetetlen lett, Aoki és pár tisztje leereszkedtek a repülőfedélzetre és előrementek a hajó orrához és jobb híján megosztoztak a maradék cigarettáikon. 11:35-kor felrobbant a torpedó- és bombaraktár, amitől a tűz még jobban elterjedt. Aoki és csoportja visszavonult a horgonyfedélzetre. 12:30-kor váratlanul újraindultak a gépek, melynek okát senki sem tudta, ezért Akadzsima korvetthadnagyot leküldték utánanézni. A gépészek azonban mind megfulladtak a füstben, így nem derült fény a rejtély nyitjára. A hajó ismét jobbra kanyarodva körben kezdett járni, Aoki pedig reménykedni kezdett a hajó megmentésében és optimista hangvételű üzenetet küldött Nagumónak. 13:00-kor sikerült elárasztani a tatraktárat is. 13:38-ra azonban a helyzet rosszabbodása folytán a császár képét átvitette a Novaki rombolóra. 13:50-kor a meghajtás újra megszűnt és a hajó ismét tehetetlenül sodródott. 15:00-kor egy óriási robbanás kidöntötte a horgonyfedélzet válaszfalát.
19:25-kor, a Kaga elsüllyedésekor Aoki mindenki mentésben segédkezőt a horgonyfedélzetre szólított. A hordozó megmentésére nem maradt remény, de a kapitány megdicsérte emberei bátorságát, elbúcsúzott és kiadta a parancsot a hajó elhagyására. 20 órakor az Arasi és a Novaki rombolók elkezdték a menekülők átszállítását. Aoki engedélyt kért Nagumótól az Akagi elsüllyesztésére, amire Nagumó nem válaszolt, viszont Jamamoto tengernagy rövid parancsot adott, hogy ne süllyesszék el a hajót. Jamamoto eltökélte, hogy megpróbálja hazavontatni a hordozót. Miura fregattkapitány, az Akagi navigátora, aki a Novakiról irányította a mentést Aruga Kószaku ellentengernagy, a 4. rombolócsoport parancsnokának társaságában motorcsónakkal visszament a hordozóra és megkereste a magát a horgonycsörlőhöz kötöző Aokit. Határozott fellépéssel, Jamamoto utasítására hivatkozva Aruga eltiltotta Aokit az öngyilkosságról. Miura azzal érvelt, hogy sokkal hasznosabb lenne, ha átmenne a Novakira és segítene megmenteni a hajót. A rombolók egész éjszaka körülötte keringtek és kimentették az utolsó vízre szállt pilótákat az óceánból. A Kaga elsüllyedése után a Hagikaze és a Maikaze romboló is csatlakozott a csoporthoz.
Az Akagi így egymagában égett tovább 1942. június 5. hajnalig. Nem sokkal éjfél után Jamamoto meggondolta magát és lefújta a midwayi csata felújítására szőtt terveit. 4:50-kor kijelentette, hogy megtört szívvel adja ki a parancsot az Akagi elsüllyesztésre, melynek egykor maga is kapitánya volt. Az utasításnak megfelelően az Arasio, Hagikaze, Maikaze, és Novaki rombolók egy-egy torpedót kilőve elsüllyesztették. 263-an haltak meg a legénységéből.

## Utóélete
Roncsait 2019-ben találták meg a Papahanaumokuakea Tengeri Nemzeti Emlékhely területén, 5490 méteres mélységben.